# Canada Creek Ranch
Canada Creek Ranch is een plaats (census-designated place) in de Amerikaanse staat Michigan, en valt bestuurlijk gezien onder Montmorency County.

## Demografie
Bij de volkstelling in 2000 werd het aantal inwoners vastgesteld op 405.

## Geografie
Volgens het United States Census Bureau beslaat de plaats een oppervlakte van
21,4 km², waarvan 20,2 km² land en 1,2 km² water.

## Plaatsen in de nabije omgeving
De onderstaande figuur toont nabijgelegen plaatsen in een straal van 36 km rond Canada Creek Ranch.